# Benny Cristo
Benny Cristo, właśc. Ben da Silva Cristóvão (ur. 8 czerwca 1987 w Pilźnie) – czeski piosenkarz, autor tekstów, aktor oraz zawodnik ju-jitsu. 
Jest synem Czeszki i Angolczyka. Ma młodszą siostrę, Biankę, która jest stand-uperką. Działalność w mediach rozpoczął od udziału w programie Superstar (2009). Od tamtej pory wydał trzy albumy studyjne: Definitely Different (2010), Benny Cristo (2011) i Made in Czechoslovakia (2014) oraz trzy epki: Poslední (2017), Live Ben (2019) i Kontakt (2019). W maju 2020 miał reprezentować Czechy z utworem „Kemama” w 65. Konkursie Piosenki Eurowizji, jednak 18 marca poinformowano o odwołaniu konkursu z powodu pandemii koronawirusa. W maju tego samego roku wystąpił w projekcie Eurovision Home Concerts, w którym wykonał utwór „Kemama” i cover kompozycji „Violent Thing” słoweńskiego piosenkarza Bena Dolica. 20 maja wystąpił jako trzeci w kolejności startowej w drugim półfinale, w którym zajął ostatecznie 15. miejsce z dorobkiem 23 punktów, przez co nie awansował do finału.

## Dyskografia
Albumy studyjne
- Definitely Different (2010)
- Benny Cristo (2011)
- Made in Czechoslovakia (2014)

Minialbumy (EP)
- Poslední (2017)
- Live Ben (2019)
- Kontakt (2019)

## Filmografia
- 2010–2012: Klinika życia